# Zond 8
Zond 8, là một thành viên chính thức của chương trình Zond của Liên Xô và phiên bản không người lái của tàu vũ trụ tiếp cận Mặt Trăng không người lái Soyuz 7K-L1. Zond 8 được phóng từ một trạm vũ trụ trung gian bay trên quỹ đạo Trái Đất, Tyazheliy Sputnik (mã số 1970-088B), theo hướng về phía Mặt Trăng.
Các mục tiêu đã được công bố chính thức của Zond 8 là các cuộc điều tra về Mặt Trăng và không gian giữa Trái Đất và Mặt Trăng, và kiểm tra các hệ thống và đơn vị trên tàu vũ trụ. Tàu vũ trụ Zond 8 đã chụp được hình ảnh Trái Đất vào ngày 21 tháng 10 từ khoảng cách 64.480 km. Tàu vũ trụ này đã truyền hình ảnh từ chuyến bay về Trái Đất trong ba ngày. Zond 8 đã bay qua Mặt Trăng vào ngày 24 tháng 10 năm 1970, ở khoảng cách gần nhất là 1110,4 km và đã chụp được cả các hình ảnh đen trắng và màu của bề mặt Mặt Trăng. Các phép đo khoa học cũng được thực hiện trên Zond 8 trong suốt chuyến bay.
Tàu vũ trụ Zond 8 sau đó đã thực hiện quay trở lại bầu khí quyển của Trái Đất và hạ cánh xuống biển bằng dù tại vị trí 730 km theo hướng đông nam của quần đảo Chagos, ở Ấn Độ Dương ngày 27 tháng 10 năm 1970, cách tàu phục hồi của Liên Xô Taman khoảng cách 24 km.